# Fronhof de l'abbaye de Munster
Le Fronhof de l’abbaye de Munster est l’ancienne cour domaniale administrant les possessions de cette abbaye dans et autour de la ville de Turckheim. L’existence de ce centre administratif, qui comprend au Moyen Âge un bâtiment d’habitation, un bâtiment d’exploitation et une chapelle, est attestée depuis le XIIIe siècle.
La maison est agrandie au XVIe siècle et son intérieur complètement refait au XVIIIe siècle ; ces travaux sont probablement contemporains de la réfection des portes et fenêtres faite en 1731, comme l’atteste le millésime sur la porte principale. Pendant la même période, qui correspond au renouveau de l’abbaye de Munster, sont également construits une grange et, peut-être, un pigeonnier. Saisis comme biens nationaux en 1790, les bâtiments sont par la suite vendus à des particuliers.
La majeure partie des bâtiments font l'objet d'une inscription au titre des monuments historiques depuis 1990.